# 국립해양박물관 해양도서관
국립해양박물관 해양도서관(Korea National Maritime Museum Maritime Library)은 부산광역시에 소재한 해양 전문 도서를 수집하는 것을 목적으로 하는 도서관이다.

## 연혁
국립해양박물관 해양도서관은 2012년 7월에 설립되었다. 2017년 12월 9일에 관내에 책과 보드게임을 동시에 즐길 수 있는 공간인 보드랑 3호점이 개설되었다.

## 같이 보기
- 국립해양박물관